# Грек Максим Вікторович
Максим Вікторович Грек (нар. 26 травня 1993, с. Шофринкань, Єдинецький район, Молдова) — казахський та російський футболіст, захисник білоруської «Білшини».

## Клубна кар'єра
Уродженець Молдови, з 2002 року займався в ДЮСШ-80 Бібірево (з 2014 року — ДЮСШ «Спортивно-адаптивна школа»). У 2007-2008 роках навчався в СДЮСШОР футзального ЦСКА, у 2008-2009 роках — у ДЮСШ «Хімки», у 2009-2010 роках — у СДЮШОР «Москва» ім. В. Вороніна.
У сезонах 2011/12 і 2012 грав у першості ЛФК за «Хімки-М» та «Столицю». У липні 2013 року перейшов у казахстанський клуб «Ордабаси» (Шимкент), за який провів один матч у чемпіонаті — 1 вересня в турнірі за 1-6 місця в домашньому матчі проти «Шахтаря» Караганда (4:0) вийшов на заміну на 69-й хвилині. Першу половину сезону 2014 років провів у клубі першої ліги «Байтерек» (Астана), але на поле не виходив. Потім грав за аматорський клуб СДЮСШ «Метеор» (Балашиха). З вересня 2016 по березень 2017 років провів 10 матчів у чемпіонаті окупованого Криму за «Рубін» Ялта, потім знову грав за СШ «Метеор». У березні 2019 перейшов в латвійський клуб першої ліги «Супер Нова» Рига, в липні — в команду вищої ліги «Даугавпілс». У лютому 2020 року підписав контракт з клубом чемпіонату Білорусії «Білшина». У футболці бобруйського клубу дебютував 3 квітня 2020 року в програному (0:1) домашньому поєдинку 3-о туру Вищої ліги проти «Городеї». Максим вийшов на поле на 87-й хвилині, замінивши Романа Салімова.

## Кар'єра в збірній
У складі молодіжної збірної Казахстану провів два матчі у відбірному турнірі. Провів два матчі на Кубку Співдружності 2014 до чемпіонату Європи 2015 — зіграв повний матч проти Франції (0:5) і дві хвилини — проти Ісландії (0:2).